# اوپوهلاوی
اوپوهلاوی (به لاتین: Úpohlavy) یک منطقهٔ مسکونی در جمهوری چک است که در شهرستان لیتومیه‌رژیتسه واقع شده‌است. اوپوهلاوی ۳٫۹۷ کیلومتر مربع مساحت و ۲۳۹ نفر جمعیت دارد و ۱۷۵ متر بالاتر از سطح دریا واقع شده‌است.